# Dotdash
About.com (вимовляється «ебаут-ком») — англомовний вебсайт, онлайнове джерело інформації та порад для споживачів. У рейтингу Nielsen NetRatings він входить у верхню десятку вебсайтів.
About.com являє собою якісний контент, який допомагає користувачам знайти вирішення широкого спектра повсякденних потреб - від виховання, охорони здоров'я та технології приготування їжі до подорожей та багато іншого.
Зміст About.com розвивається динамічно, відповідно до нової інформації та змін інтересів споживачів. About.com поділений на тематичні розділи (topic sites), які згруповані в канали (channels) та спеціалізовані на різні теми — від домашнього господарства до педіатрії. Матеріали написані групою з понад 600 журналістів (на сайті вони називаються гідами — Guide), які є експертами у своїй тематиці. Кожний гід вибирає собі одну спеціалізацію і є ексклюзивним автором для написання матеріалів з даної теми. Вміст сайту може мати форми звичайних статей, онлайн-курсів, вікторин, відео, тощо. Гідам виплачується основна стипендія з надбавками залежно від трафіку.

## Історія

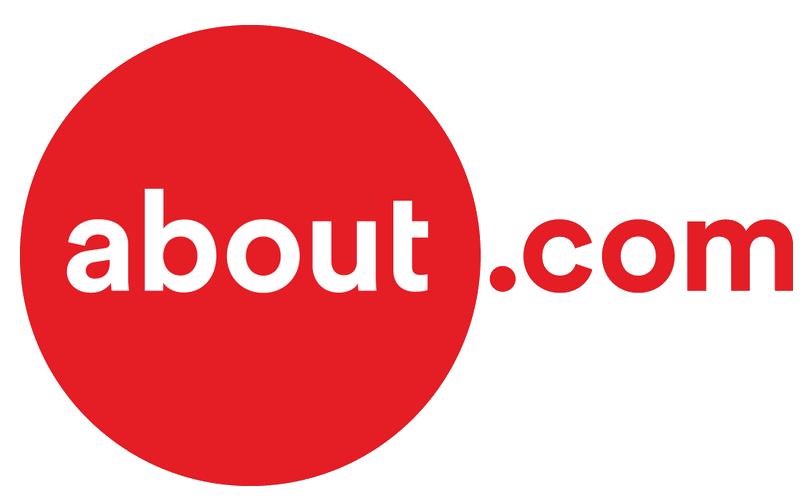

Портал About.com був створений в 1996 році Скоттом Корнітом (Scott Kurnit), і групою його однодумців в Нью-Йорку, перша назва ресурсу була The Mining Company. Але в 1999 році компанія змінила ім'я на About, Inc. А вже в жовтні 2000 року він перейшов в розпорядження видавничої імперії Primedia, що віддала за нього 690 млн доларів. Наступний крок в розвитку компанії, зроблений в середині 2005 року, коли www.About.com була куплена New York Times Company. Це рішення було головним в історії About.com. Сума угоди склала 410 мільярдів доларів, і вивела NYT Company на лідируючі позиції в списках медіа-імперій. Нині в її активі налічується більше сорока порталів, шістнадцять регіональних газет, а також вісім телевізійних і два радіоканали.
Як обіцяє керівництво NYTimes, "акліматизація" порталу на нью-йоркській широті пройде без зміни і завершиться до середини року. Про  те, яке важливе місце відводиться "новачкові", свідчить хоч би те, що спостерігати за його долею буде особисто Мартін Низенхольц (Martin Nisenholtz). Втім, чимала частина відвідувачів сайту About.com дивиться на подібні маніфести скептично: вкладені в купівлю кошти необхідно якось відпрацьовувати, а кращого способу, ніж контекстна реклама, немає (єдеться про рекламу паперової газети New York Times).
Основною  відмінністю порталу є те, що творці його називають "людським інтернетом" (human internet). Система заснована на роботі експертів (Guides), які пишуть матеріали на теми, що цікавлять користувачів. Це може бути  інформація про майбутній ремонт, або поради по догляду за домашньою твариною  - експерти вже підготували, або роблять матеріал на тему, що цікавить читачів. На кожну з більш-менш цікавих тем створюється форум, а особливо популярні матеріали можна обговорити у безлічі чатів. Безліч матеріалів, присвячених вивченню яких-небудь дисциплін, на About.com, забезпечуються посиланнями на освітні ресурси. А статті по навчанню основним європейським мовам, забезпечуються безкоштовними аудіо-файлами із зразками вимови.

## Структура about.com
About.com складається з трьох розділів : «Добірка статей які пропонує редакція» (Editors' Picks), «Перелік тем» (Explore Topics), «Огляд категорії» (Browse Categories).
До розділу «Добірка статей які пропонує редакція»  входять цікаві на думку редакції статті.Цей розділ сайту, оновляється через певний період часу.

Розділ «Перелік тем» (Explore Topics) розділений на тематичні підрозділи (topic sites), які розташовані в алфавітному порядку. Тут добірка статей від домашнього господарства до подорожей.

Розділ «Огляд категорії» (Browse Categories) складається з двадцяти категорій: «Автомобілі», «Обчислення»,  «Освіта»,  «Електроніка», «Розваги»,  «Харчування», «Здоров'я», «Хобі та ігри», «Удома», «Промисловість», «Робота та кар'єра», «Місцевість», «Гроші», «Новини і питання», «Виховання», «Люди і стосунки», «Домашні тварини», «Релігія і духовність», «Покупки», «Спорт», «Стиль», «Подорожі», «Відео ігри».

## About.com: основні типи поведінки користувачів
Інтернет-видання About.com провело ряд дуже цікавих  досліджень в області пошукової  поведінки користувачів. В результаті вдалося з'ясувати, що усі звернення  користувачів до пошукових систем можна умовно класифікувати на 3 групи:  
1."Дай  мені відповідь" (46% усіх пошукових  запитів) - використовуючи цю модель  пошукової поведінки, користувачі  хочуть відшукати саме те, що  вони просять - тут на перше  місце виходить релевантність  відповіді. Традиційно в цю категорію пошуку входять: розваги, мода і краса, стиль.   
2."Навчи  мене" (26% усіх пошукових запитів) - в цьому випадку користувачі  хочуть отримати максимальну  кількість інформації по темах,  що цікавлять їх. Такі користувачі  шукатимуть, поки не досягнуть своєї мети. Помітимо, що такий тип пошуку може бути дуже протяжним в часі і розширений в тематиці. Топовими категоріями для цього типу пошуку є питання, що стосуються охорони здоров'я і фінансів. 
3."Надихни  мене" (28% усіх запитів) - це, швидше, розважальний тип пошуку. При такому підході люди відкриті для активного обміну інформацією і хочуть знайти деякі інформаційні "зачіпки" для подальшого ухвалення рішення. Тут лідирують категорії: подорожі, будинок і сад.   
На думку аналітиків з About.com, мета даного дослідження допомогти рекламодавцям і маркетологам краще зрозуміти цінність пошуку в інтернеті для користувачів, а також визначитися з тим, який тип інформації слід надавати для залучення споживачів. 

## Аудиторія about.com
- 83 % користувачів погоджуються, що About.com пов'язує їх з експертами
- 93 % вважають, що гіди є добре обізнаними,  й заслуговують довіри
- 97 % покладаються на фахівців
- 90 % часто шукають інформацію онлайн / консультації онлайн
- 40 % часто натискають на оголошення або рекламні посилання
- 44 % користувачів погоджуються, що, коли певне оголошення стосується змісту, це показує, що торгова марка стосується мене.
- 53 % наших користувачів погоджуються, що оголошення, виразно пов'язані зі змістом, роблять мене краще інформованим, якщо настав час для покупок.

## Демографія на about.com
| Чоловіки                        | 42 % |
| Жінки                           | 52 % |
| Середній Вік                    | 38   |
| Наявність вищої освіти          | 75 % |
| Наявність роботи                | 44 % |
| Одружені                        | 44 % |
| Самотній(ня) з дитиною          | 39 % |
| Мають фактичне місце проживання | 46 % |